# دانشگاه کوازولو-ناتال
دانشگاه کوازولو-ناتال یک دانشگاه با پنج پردیس دانشگاهی در استان کوازولو-ناتال در آفریقای جنوبی است. این دانشگاه در ۱ ژانویهٔ سال ۲۰۰۴ میلادی، پس از ادغام دانشگاه ناتال با دانشگاه دوربان-وست‌ویل تشکیل شد. این دانشگاه حاصل ادغام دو دانشگاه فوق بود.

## فارغ‌التحصیلان سرشناس
- جان اسمیت، کاپیتان تیم ملی راگبی آفریقای جنوبی و برندهٔ جام جهانی.
- گیتا رامجی، نویسنده، دانشمند و محقق در حوزه پیشگیری از HIV